# Schwetzinger Wiesen-Riedwiesen
Das Naturschutzgebiet Schwetzinger Wiesen-Riedwiesen liegt auf dem Gebiet der Gemeinden Brühl und Edingen-Neckarhausen und der Stadt Schwetzingen im Rhein-Neckar-Kreis in Baden-Württemberg.
Das Gebiet erstreckt sich westlich des Kernortes Brühl direkt am westlich fließenden Rhein. Südlich verläuft die Landesstraße L 630 und östlich die A 6.

## Bedeutung
Für Brühl, Edingen-Neckarhausen und Schwetzingen ist seit dem 16. November 1984 ein 150,4 ha großes Gebiet unter der Kenn-Nummer 2.077 als Naturschutzgebiet ausgewiesen. Es handelt sich um ein „vielfältiges Mosaik zahlreicher sehr unterschiedlicher Biotope mit hoher ökologischer Bedeutung.“